# Sissy Schwarz
Elisabeth „Sissy“ Schwarz, verh. Bollenberger (* 19. Mai 1936 in Wien) ist eine ehemalige österreichische Eiskunstlauf-Olympiasiegerin, die im Einzellauf und im Paarlauf startete.

## Karriere
Im Einzellauf wurde Schwarz im Jahr 1952 österreichische Vizemeisterin. Bei den Olympischen Spielen 1952 belegte sie den 19. Platz. Bei der Europameisterschaft 1953 wurde sie Neunte.
Im Paarlauf trat Schwarz zusammen mit Kurt Oppelt an. Sie wurden von 1952 bis 1956 österreichische Meister. 1952 hatten sie ihr internationales Debüt als Paar. Sowohl bei der Europameisterschaft wie auch der Weltmeisterschaft belegten sie den siebten Platz, die Olympischen Spiele in Oslo beendeten sie auf dem neunten Platz. Bereits im Jahr darauf gewannen sie mit Bronze bei der Europameisterschaft hinter den Briten Jennifer und John Nicks und den Ungarn Marianna und László Nagy ihre erste Medaille. Bei der Weltmeisterschaft wurden sie Sechste. 1954 wurden Schwarz und Oppelt in Bozen Vize-Europameister hinter den Schweizern Silvia und Michel Grandjean und gewannen in Oslo mit Bronze hinter den Kanadiern Frances Dafoe und Norris Bowden und den Grandjeans ihre erste Weltmeisterschaftsmedaille. 1955 nahmen sie nicht an der Europameisterschaft teil. Bei der Weltmeisterschaft unterlagen sie äußerst knapp den Kanadiern Dafoe und Bowden und wurden somit Vize-Weltmeister. Das Jahr 1956 bildete den krönenden Abschluss der Karriere des österreichischen Paares. Sie wurden in Paris Europameister, in Garmisch-Partenkirchen Weltmeister und in Cortina d’Ampezzo Olympiasieger. Mit 19 Jahren und 260 Tagen ist sie zudem die jüngste österreichische Olympiasiegerin aller Zeiten. Bei der Ende Januar 1957 von den österreichischen Sportjournalisten durchgeführten Wahlen „Sportler des Jahres 1956“ wurde sie gemeinsam mit Partner Oppelt (hinter Toni Sailer) Zweite.

## Privates
Schwarz’ Sohn war der Jurist Raimund Bollenberger.
Sissy Schwarz wohnt mit ihrer Familie in Wiener Neustadt.

## Ergebnisse

### Einzellauf
| Wettbewerb / Jahr               | 1952 | 1953 |
| ------------------------------- | ---- | ---- |
| Olympische Winterspiele         | 19.  |      |
| Europameisterschaften           |      | 9.   |
| Österreichische Meisterschaften | 2.   |      |

### Paarlauf
(mit Kurt Oppelt)
| Wettbewerb / Jahr               | 1952 | 1953 | 1954 | 1955 | 1956 |
| ------------------------------- | ---- | ---- | ---- | ---- | ---- |
| Olympische Winterspiele         | 9.   |      |      |      | 1.   |
| Weltmeisterschaften             | 7.   | 6.   | 3.   | 2.   | 1.   |
| Europameisterschaften           | 7.   | 3.   | 2.   |      | 1.   |
| Österreichische Meisterschaften | 1.   | 1.   | 1.   | 1.   | 1.   |